# Cartuchos ICL
Los cartuchos ICL (Increased Case Load), son cartuchos "Wildcat" de caza desarrollados por los armeros de Saturn Gun Works, Arnold & Vern Juenke, de Reno, Nevada.  Los cartuchos ICL se desarrollaron a partir de casquillos convencionales a los que se les modificó el ángulo del hombro a 45 grados  y los lados están enderezados en comparación con el cartucho original. La mayoría de los cartuchos se consideran cartuchos mejorados, ya que simplemente crean más espacio para la pólvora y mantienen el mismo calibre que el cartucho principal. La mayor parte de la línea de cartuchos lleva el nombre de un animal además de una designación numérica. Es una de las líneas de wildcats más completas, disponiendo de una gran cantidad de cartuchos con variedad de calibres.

## Cartuchos calibre .22

### .22 ICL Gopher
Una versión mejorada del .22 Hornet mejorado, es similar al K-hornet, que dispara una bala de 40 granos de 2515 a 2705 pies/s (766,6 a 824,5 m/s).

### .218 ICL Bobcat
Un .218 Bee mejorado. Es similar al Mashburn Bee y al R-2 Lovell y puede mover una rueda bala de 2675 a 3125 pies/s (815,3 a 952,5 m/s) 

### .224 ICL Marmot
Parte del casquillo del Savage .250-3000, con un rendimiento similar al de un Wasp .219. la velocidad de salida de la bala d e 45 granos es de aproximadamente 3000 pies/s (914,4 m/s), 

### .219 ICL Wolverine
El Wolverine es útil para la caza de alimañas, como las marmotas- Rendimiento con un proyectil de 45 granos es aproximadamente 3450 pies/s (1051,6 m/s) 

### .224 ICL Benchrester
El Marmot se basa en el .220 Swift con características mejoradas, como lados más pronunciados y ángulo de hombro, pero no se ha mejorado en el sentido de que no se puede disparar munición de fábrica en su recámara. Rendimiento con un  la bala es aproximadamente 3875 pies/s (1181,1 m/s) y con un  la bala es aproximadamente 3755 pies/s (1144,5 m/s).PO Ackley señaló que es más eficiente que los cartuchos mejorados estándar .220 Swift y no tiene un calibre excesivo.

## Cartuchos calibre .24-.26

### .25 ICL Magnum
El .25 ICL es una versión mejorada del .264 Winchester Magnum, acercándose al .257 Weatherby.la bala de 87 granos sale a una velocidad de aproximadamente 3700 pies/s (1127,8 m/s).

### .25-35 ICL Coyote
Desarrollada del .25-35 Winchester y similar al .25/35 Ackley Improved, que se puede desarrollar a partir del.30-30 Winchester.PO Ackley lo llama "eficiente y sorprendente", con un rendimiento de aproximadamente 3100 pies/s (944,9 m/s) con una bala de 87 granos y con una bala de 100 granos es aproximadamente 2650 pies/s (807,7 m/s).

### .257 ICL Whitetail
El .257 ICL Whitetail se desarrolla del .257 Roberts, del que se obtiene una velociad de salida de aproximadamente 3200 pies/s (975,4 m/s) y con una bala de 100 granos y 3040 pies/s (926,6 m/s) con una bala de 117 granos-<ref.>Ackley, P.O. (1927). Handbook for Shooters & Reloaders. vol I (12th Printing edición). Salt Lake City, Utah: Plaza Publishing. p. 338. ISBN 978-99929-4-881-1.</ref>

### .25-270 ICL Ram
Una versión que parte del Winchester .270. Logra una velocidad de salida de aproximadamente 3700 pies/s (1127,8 m/s) con una bala de 100 granos y con una bala de 117 granos, es aproximadamente 3450 pies/s (1051,6 m/s).

### 6.5 ICL Boar
Se desarrolla del casquillo del Winchester .270, logrando una velocidad de salida de aproximadamente 2855 pies/s (870,2 m/s) con un proyectil de 150 granos.

### Magnum ICL de 6,5 mm
Version mejorada del .264 Winchester Magnum.La bala de 120 granos logra una velociada de salida de aproximadamente 3545 pies/s (1080,5 m/s) y con una bala de 140 granos es aproximadamente 3315 pies/s (1010,4 m/s).

## Cartuchos calibre .27-.28

### .277 ICL Flying Saucer
Es un .257 Roberts abierto que ofrece un de aproximadamente 3150 pies/s (960,1 m/s) con una bala de 140 granos y con una bala de 175 granos la velocidad de salida es aproximadamente 2565 pies/s (781,8 m/s).

### .270 ICL Magnum
El .270 ICL es un  versión mejorada del .264 Winchester Magnum al que se le ha modificado el cuello del casquillo para alojar un proyectil calibre .270". Es un cartucho relativamente eficiente para su clase logrando una velociad de aproximadamente 3405 pies/s (1037,8 m/s) con un proyectil de 130 granos y con un proyectil de 150 granos, una velocidad de  3250 pies/s (990,6 m/s).

### 7mm ICL Magnum
El ICL de 7 mm es un .264 Winchester Magnum-<ref.>Ackley, P.O. (1979). Handbook for Shooters & Reloaders. vol II (8th Printing edición). Salt Lake City, Utah: Plaza Publishing. p. 185. ASIN B000BGII48.</ref>

### 7mm ICL Tortilla
La Tortilla es un 7x57 mejorado..

### 7mm ICL Wapiti
Desarrollado del .300 H&H Magnum-<ref.>Ackley, P.O. (1927). Handbook for Shooters & Reloaders. vol I (12th Printing edición). Salt Lake City, Utah: Plaza Publishing. pp. 405-406. ISBN 978-99929-4-881-1.</ref>

## cartuchos calibre .30

### I.300 ICL Grizzly
El Tornado se basa en un casquillo de .257 Roberts con el cuello holgado para alojar un proyectil calibre .30, esencialmente igual que el .277 ICL Flying Saucer, pero con cuello hacia arriba-<ref.>Ackley, P.O. (1927). Handbook for Shooters & Reloaders. vol I (12th Printing edición). Salt Lake City, Utah: Plaza Publishing. p. 424. ISBN 978-99929-4-881-1.</ref>

### .30/06 ICL Caribú
El Caribou es un .30-06 Springfield mejorado. Con balas pesadas puede alcanzar el mismo nivel que las cargas de fábrica del .300 H&H Magnum.

### .30 ICL Cachorro Grizzly
El Grizzly Cub es un magnum reducido para ser usado en mecanismos de longitud estándar. Se crea reformando un .338 Winchester Magnum o un .308 Norma Magnum.PO Ackley favoreció las magnums cortas calibre .30 y las calificó de "muy recomendables".-<ref.>Ackley, P.O. (1927). Handbook for Shooters & Reloaders. vol I (12th Printing edición). Salt Lake City, Utah: Plaza Publishing. p. 434. ISBN 978-99929-4-881-1.</ref>

### .300 ICL Grizzly

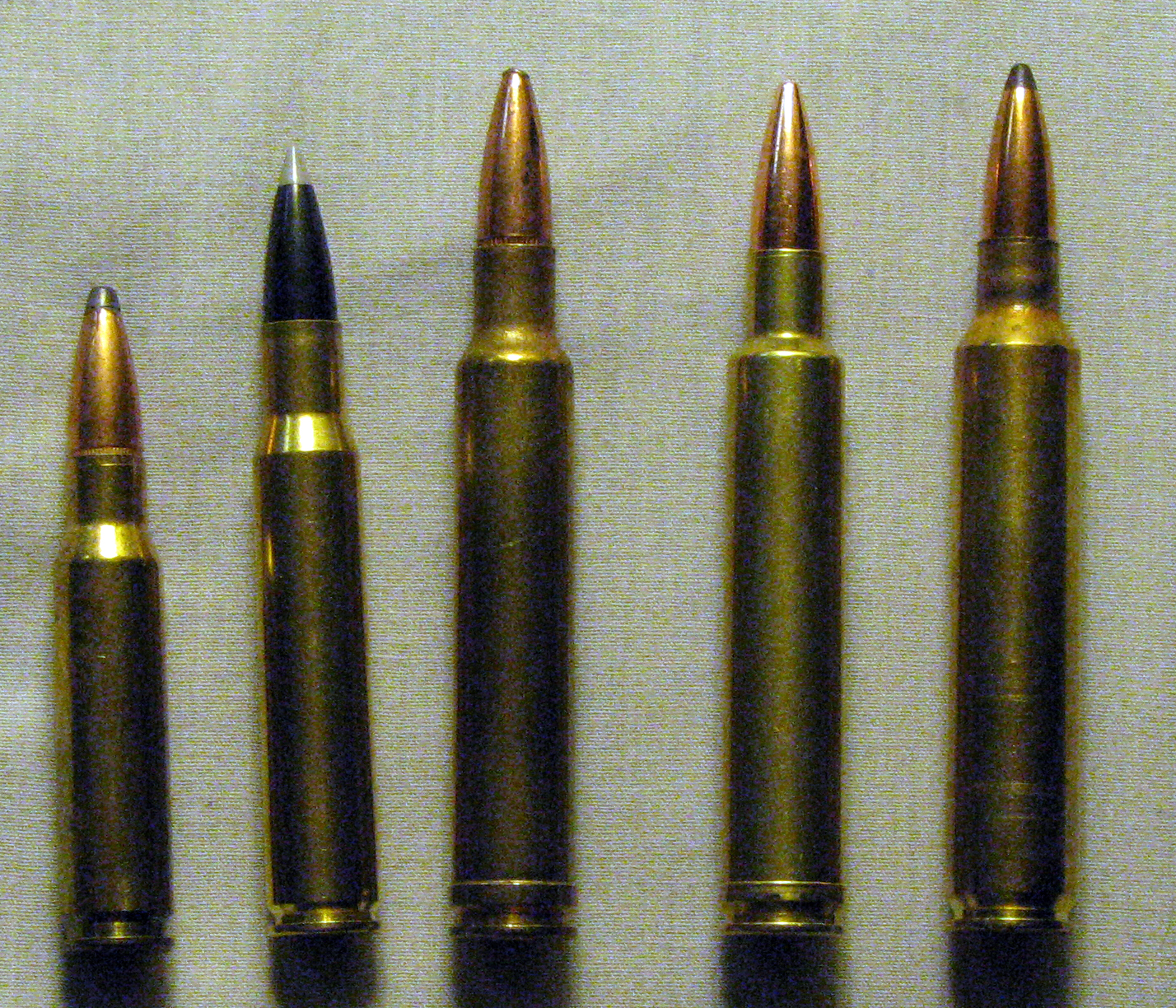
De izquierda a derecha: .308 Win, .30-06, .300 Weatherby, .300 ICL Grizzly, .300 RUM

.300 ICL Grizzly' se produce a partir de la modificación del casquillo del .300 H&H Magnum y, de hecho, los dos son tan similares que la munición .300 H&H se puede disparar de forma segura a través de un rifle con recámara en .300 ICL Grizzly, al igual que la munición de otro .300 H&H- cartucho basado, el .300 Weatherby Magnum- Las carcasas se deformarán al descargarse-

### .30 ICL Magnum
El .30 ICL es un .264 Winchester Magnum mejorado con cuello hasta .270 y un hombro empujado hacia atrás para crear el ángulo pronunciado común a todos los cartuchos ICL y un cuello largo para mejorar la carga manual.

### .300 ICL Magnum
El .300 ICL es un .300 H&H Magnum mejorado-<ref.>Ackley, P.O. (1979). Handbook for Shooters & Reloaders. vol II (8th Printing edición). Salt Lake City, Utah: Plaza Publishing. pp. 197-198. ASIN B000BGII48.</ref>

### .303 ICL Improved
El .303 es un cartucho mejorado basado en el .303 British-<ref.>Ackley, P.O. (1927). Handbook for Shooters & Reloaders. vol I (12th Printing edición). Salt Lake City, Utah: Plaza Publishing. p. 446. ISBN 978-99929-4-881-1.</ref>

## cartuchos calibre .37
El Kodiak es una versión mejorada del .375 H&H Magnum que es similar al .375 Weatherby Magnum.

### .375 ICL Magnum
El .375 ICL es un .375 H&H Magnum mejorado-